# Benito Garozzo
Benito Garozzo (ur. 5 września 1927) – włoski brydżysta z tytułami World Grand Master w kategorii Open i Seniors International Master (WBF) oraz European Master (EBL).
W latach 1994–1996 był trenerem (coach) reprezentacji młodzieżowych Włoch. Jest komentatorem BBO. W latach 1996–1999 oraz 2003-2010 był członkiem Komitetu Systemów WBF (Member WBF Systems Committee).
Jego partnerami brydżowymi byli: Pietro Forquet, Giorgio Belladonna oraz jego długoletnia partnerka życiowa Lea Du Pont.

## Wyniki brydżowe

### Olimpiady
Na olimpiadach uzyskał następujące rezultaty:
| Olimpiady brydżowe. Zawody teamów | Olimpiady brydżowe. Zawody teamów | Olimpiady brydżowe. Zawody teamów | Olimpiady brydżowe. Zawody teamów | Olimpiady brydżowe. Zawody teamów | Olimpiady brydżowe. Zawody teamów |
| Rok                               | Miejsce                           | Zawody                            | Kategoria                         | Drużyna                           | Pozycja                           |
| --------------------------------- | --------------------------------- | --------------------------------- | --------------------------------- | --------------------------------- | --------------------------------- |
| 1984                              | Seattle                           | 7. Olimpiada Teamów               | Open                              | Italy                             | 5                                 |
| 1980                              | Valkenburg                        | 6. Olimpiada Teamów               | Open                              | Italy                             | 11                                |
| 1976                              | Monte Carlo                       | 5. Olimpiada Teamów               | Open                              | Italy                             | 2                                 |
| 1972                              | Miami Beach                       | 4. Olimpiada Brydżowa             | Open                              | Italy                             | 1                                 |
| 1968                              | Deauville                         | 3. Olimpiada Teamów               | Open                              | Italy                             | 1                                 |
| 1964                              | Nowy Jork                         | 2. Olimpiada Teamów               | Open                              | Italy                             | 1                                 |

### Zawody światowe
W światowych zawodach zdobył następujące lokaty:
| Mistrzostwa Świata. Konkurencja teamów | Mistrzostwa Świata. Konkurencja teamów | Mistrzostwa Świata. Konkurencja teamów  | Mistrzostwa Świata. Konkurencja teamów | Mistrzostwa Świata. Konkurencja teamów | Mistrzostwa Świata. Konkurencja teamów |
| Rok                                    | Miejsce                                | Zawody                                  | Kategoria                              | Drużyna                                | Pozycja                                |
| -------------------------------------- | -------------------------------------- | --------------------------------------- | -------------------------------------- | -------------------------------------- | -------------------------------------- |
| 2010                                   | Filadelfia                             | 13. Seria Mistrzostw Świata             | Seniorzy                               | Tornay                                 | 29                                     |
| 2006                                   | Werona                                 | 12. Mistrzostwa Świata                  | Seniorzy                               | Romanin                                | 36                                     |
| 2005                                   | Estoril                                | 37. Mistrzostwa Świata Teamów           | Seniorzy                               | Italy                                  | 11                                     |
| 2002                                   | Montreal                               | 11. Mistrzostwa Świata                  | Open                                   | Angelini                               | 33                                     |
| 1998                                   | Lille                                  | 10. Mistrzostwa Świata                  | Seniorzy                               | Rosen                                  | 4                                      |
| 1996                                   | Rodos                                  | 1. Mistrzostwa Świata Teamów Mikstowych | Miksty                                 | Garozzo                                | 30                                     |
| 1994                                   | Albuquerque                            | 9. Mistrzostwa Świata                   | Open                                   | Rosen                                  | 33                                     |
| 1990                                   | Genewa                                 | 8. Mistrzostwa Świata                   | Open                                   | Eisenberg                              | 17                                     |
| 1983                                   | Sztokholm                              | 26. Mistrzostwa Świata Teamów           | Open                                   | Italy                                  | 2                                      |
| 1982                                   | Biarritz                               | 6. Mistrzostwa Świata                   | Open                                   | Barbone                                | 6                                      |
| 1979                                   | Rio de Janeiro                         | 24. Mistrzostwa Świata Teamów           | Open                                   | Italy                                  | 2                                      |
| 1976                                   | Monte Carlo                            | 22. Mistrzostwa Świata Teamów           | Open                                   | Italy                                  | 2                                      |
| 1975                                   | Southampton                            | 21. Mistrzostwa Świata Teamów           | Open                                   | Italy                                  | 1                                      |
| 1974                                   | Wenecja                                | 20. Mistrzostwa Świata Teamów           | Open                                   | Italy                                  | 1                                      |
| 1973                                   | Guarujá                                | 19. Mistrzostwa Świata Teamów           | Open                                   | Italy                                  | 1                                      |
| 1969                                   | Rio de Janeiro                         | 16. Mistrzostwa Świata Teamów           | Open                                   | Italy                                  | 1                                      |
| 1967                                   | Miami                                  | 15. Mistrzostwa Świata Teamów           | Open                                   | Italy                                  | 1                                      |
| 1966                                   | Saint-Vincent                          | 14. Mistrzostwa Świata Teamów           | Open                                   | Italy                                  | 1                                      |
| 1965                                   | Buenos Aires                           | 13. Mistrzostwa Świata Teamów           | Open                                   | Italy                                  | 1                                      |
| 1963                                   | Saint-Vincent                          | 12. Mistrzostwa Świata Teamów           | Open                                   | Italy                                  | 1                                      |
| 1962                                   | Nowy Jork                              | 11. Mistrzostwa Świata Teamów           | Open                                   | Italy                                  | 1                                      |
| 1961                                   | Buenos Aires                           | 10. Mistrzostwa Świata Teamów           | Open                                   | Italy                                  | 1                                      |

| Mistrzostwa Świata. Konkurencja par | Mistrzostwa Świata. Konkurencja par | Mistrzostwa Świata. Konkurencja par | Mistrzostwa Świata. Konkurencja par | Mistrzostwa Świata. Konkurencja par | Mistrzostwa Świata. Konkurencja par |
| Rok                                 | Miejsce                             | Zawody                              | Kategoria                           | Partner                             | Pozycja                             |
| ----------------------------------- | ----------------------------------- | ----------------------------------- | ----------------------------------- | ----------------------------------- | ----------------------------------- |
| 2006                                | Werona                              | 12. Mistrzostwa Świata              | Seniorzy                            | Lea Du Pont                         | 89                                  |
| 2002                                | Montreal                            | 11. Mistrzostwa Świata              | Miksty                              | Lea Du Pont                         | 73                                  |
| 2002                                | Montreal                            | 11. Mistrzostwa Świata              | Open                                | Lea Du Pont                         | 86                                  |
| 1998                                | Lille                               | 10. Mistrzostwa Świata              | Seniorzy                            | Lea Du Pont                         | 2                                   |
| 1998                                | Lille                               | 10. Mistrzostwa Świata              | Miksty                              | Lea Du Pont                         | 63                                  |
| 1990                                | Genewa                              | 8. Mistrzostwa Świata               | Open                                | Lea Du Pont                         | 53                                  |
| 1978                                | Nowy Orlean                         | 5. Mistrzostwa Świata               | Miksty                              | Lea Du Pont                         | 23                                  |
| 1970                                | Sztokholm                           | 2. Mistrzostwa Świata               | Open                                | Frederico Meyer                     | 2                                   |

### Zawody europejskie
W europejskich zawodach zdobył następujące lokaty:
| Zawody europejskie. Konkurencja teamów | Zawody europejskie. Konkurencja teamów | Zawody europejskie. Konkurencja teamów | Zawody europejskie. Konkurencja teamów | Zawody europejskie. Konkurencja teamów | Zawody europejskie. Konkurencja teamów |
| Rok                                    | Miejsce                                | Zawody                                 | Kategoria                              | Drużyna                                | Pozycja                                |
| -------------------------------------- | -------------------------------------- | -------------------------------------- | -------------------------------------- | -------------------------------------- | -------------------------------------- |
| 2013                                   | Ostenda                                | 6. Otwarte Mistrzostwa Europy          | Open                                   | Breno                                  | 2                                      |
| 2012                                   | Ejlat                                  | 11. Puchar Europy                      | Open                                   | Angelini - Italy                       | 2                                      |
| 2009                                   | San Remo                               | 4. Otwarte Mistrzostwa Europy          | Open                                   | Angelini Garozzo                       | 41                                     |
| 2003                                   | Mentona                                | 1. Otwarte Mistrzostwa Europy          | Open                                   | Angelini2-Fan                          | 55                                     |
| 2003                                   | Mentona                                | 1. Otwarte Mistrzostwa Europy          | Miksty                                 | Soroldoni                              | 5                                      |
| 1985                                   | Salsomaggiore                          | 37. Mistrzostwa Europy Teamów          | Open                                   | Italy                                  | 10                                     |
| 1983                                   | Wiesbaden                              | 36. Mistrzostwa Europy Teamów          | Open                                   | Italy                                  | 2                                      |
| 1981                                   | Birmingham                             | 35. Mistrzostwa Europy Teamów          | Open                                   | Italy                                  | 5                                      |
| 1979                                   | Lozanna                                | 34. Mistrzostwa Europy Teamów          | Open                                   | Italy                                  | 1                                      |
| 1977                                   | Elsinore                               | 33. Mistrzostwa Europy Teamów          | Open                                   | Italy                                  | 2                                      |
| 1975                                   | Brighton                               | 32. Mistrzostwa Europy Teamów          | Open                                   | Italy                                  | 1                                      |
| 1973                                   | Ostenda                                | 30. Mistrzostwa Europy Teamów          | Open                                   | Italy                                  | 1                                      |
| 1971                                   | Ateny                                  | 29. Mistrzostwa Europy Teamów          | Open                                   | Italy                                  | 1                                      |
| 1969                                   | Oslo                                   | 27. Mistrzostwa Europy Teamów          | Open                                   | Italy                                  | 1                                      |

| Zawody europejskie. Konkurencja par | Zawody europejskie. Konkurencja par | Zawody europejskie. Konkurencja par | Zawody europejskie. Konkurencja par | Zawody europejskie. Konkurencja par | Zawody europejskie. Konkurencja par |
| Rok                                 | Miejsce                             | Zawody                              | Kategoria                           | Partner                             | Pozycja                             |
| ----------------------------------- | ----------------------------------- | ----------------------------------- | ----------------------------------- | ----------------------------------- | ----------------------------------- |
| 2009                                | San Remo                            | 4. Otwarte Mistrzostwa Europy       | Open                                | Michele Martini                     | 204                                 |
| 2003                                | Mentona                             | 1. Otwarte Mistrzostwa Europy       | Open                                | Lea Du Pont                         | 278                                 |

## Klasyfikacja
- Benito Garozzo – klasyfikacja WBF (ang.)
- Benito Garozzo – klasyfikacja EBL (ang.)